# Наґато (Пейн)
Наґато (яп. 長門), відомий під псевдонімом «Пейн» (яп. ペイン) — герой манґи та аніме-серіалу «Наруто», створеного і намальованого манґакою Масаші Кішімото. Він — лідер кримінальної організації Акацукі, злочинець класу S. Наґато хоче захопити всіх хвостатих звірів, запечатаних в різних людях світу шинобі. Після запечатування більшості звірів у статуї Ґедо, друг Наґато радить йому схопити Дев’ятихвостого лиса, запечатаного в головному герої серіалу, Наруто Узумакі. Перш ніж вирушити на пошуки Наруто, Наґато вступає в смертельну битву зі своїм колишнім наставником Джирайя. Розкривається його минуле сироти війни та втрату найкращого друга. Через свій травматичний досвід, Наґато прагне створити новий світ, вільний від хаосу та війни.
Наґато — ніндзя-відступник з Амеґакуре (Селища Прихованого Дощу). Всі члени Акацукі називають його лідером, окрім Конан, яка називає його на ім'я. Однак насправді Наґато не є справжнім лідером, оскільки отримує накази від Тобі — справжнього очільника організації Акацукі.
Пейн — це назва шести мертвих людей, повернутих до життя технікою Шести Шляхів Пейна (яп. ペイン六道), які керуються людиною на ім'я Наґато. Всі тіла мають у собі металеві стрижні, які насправді призначені для приймання чакри Наґато, як радіоприймач, що приймає сигнали за допомогою антени. Втративши стрижні, тіла знешкоджуються. Ім'я Пейн співзвучне з англійським словом «pain», що в перекладі означає «біль».
Натхненням для створення цього персонажу стало буддистське вчення про реінкарнацію, саме за ним названі тіла Пейна:
- Світ Богів (яп. 天道)
- Світ Демонів (яп. 修羅道)
- Світ Людей (яп. 人間道)
- Світ Тварин (яп. 畜生道)
- Світ Претів (Духів) (яп. 餓鬼道)
- Світ Пекельних Створінь (яп. 地獄道)

## Опис персонажа
Наґато - дуже худий, болісного вигляду. У нього червоне волосся, що є характерною рисою членів клану Узумакі, до якого він належить, а отже він є родичем Узумакі Наруто.
Наґато народився в Селищі Прихованого Дощу і під час Другої світової війни шинобі залишився сиротою — батьків на очах хлопчика вбили ніндзя Конохи, помилково прийнявши їх за ворогів. У цей момент у нього прокинулося одне з трьох великих дзюцу — ріннеґан. В люті Наґато знищив убивць, проте прийшовши до тями не розумів, що трапилося, і втік з дому. Блукаючи голодним по зруйнованій країні, він зустрів дівчинку на ім'я Конан, яка відвела його у лігво, де, крім неї, також був інший хлопчик на ім'я Яхіко. Усі троє були сиротами.
Через деякий час діти натрапили на Легендарну трійцю: Цунаде, Джирайю та  Орочімару, останній з яких запропонував убити дітей, як він стверджував, для їхнього блага. Проте Джирайя заступився за них і вирішив навчити дітей техніки шинобі.  Наґато довгий час не показував особливих талантів, поки одного разу він, захищаючи Яхіко, вбив ніндзя з Селища Прихованого Каміння. Джирайя тоді вперше побачив у хлопчика легендарний ріннеґан, через що він почав вважати, що Наґато і є «дитиною з пророцтва», яка, за прогнозом мудреця жаб, зробить у світі ніндзя неймовірні зміни. Через три роки Джирайя закінчив навчання дітей та залишив їх.
Разом з Наґато і Конан, Яхіко створив «Акацукі» і приймав туди однодумців, щоб зупинити громадянську війну, яка проходить в країні. Якогось моменту глава Селища Дощу Ханзо Саламандра зрозумів, що новостворена організація може стати загрозою його правлінню. Диктатор, нібито вирішивши провести мирні переговори, заманює головну трійцю угруповання в пастку і, взявши в заручники Конан, погрожує стратити її, якщо Наґато не вб'є Яхіко. Тим часом, майже всі інші члени Акацукі, які поспішали на підкріплення, помирають від рук Обіто. Не бачачи альтернативи і не бажаючи наражати на небезпеку життя своїх друзів, Яхіко сам налітає на кунай у руці у Наґато і говорить йому своє останнє слово. Розлючений втратою, Наґато задіює міць ріннеґана і, викликавши статую Ґедо Мадзо, знищує всю бойову силу ворога, але Ханзо вдається втекти. Освоївши техніки Шести шляхів (і зробивши одним із Шляхів тіло Яхіко), тепер Пейн знаходить і вбиває Ханзо, щоб особисто очолити селище і роформоване «Акацукі». У відносинах з жителями Селища Дощу він показав себе як спокійний і врівноважений керівник, ставлячись до них швидше як до дітей, проте не прощав помилок.  У селі його вважали Богом, а Конан вважали «Божим Ангелом».

Чакроприймачі на обличчі Світу Богів (Яхіко)

Пройшло багато років. Одного дня Конан виявила Джирайю, що прослизнув у селище, і Пейн у жорстокому бою вбив свого колишнього вчителя. Потім він разом з «Божим Ангелом» вирушив у Коноху з метою захоплення Наруто і бідзю, що живе всередині нього. Внаслідок бою з тілами Пейна, серед інших, гинуть Хатаке Какаші та Сідзуне, а Цунаде впадає у кому. На місці битви з'являється Наруто, який проходив навчання Режиму відлюдника у мудрих жаб і випадково дізнався про напад на своє селище. Вивчені техніки та передсмертні зашифровані слова Джирайї («Насправді сьогодення серед них немає»), дозволяють йому знищити шість тіл Пейна та знайти Наґато і Конан.
Наґато постав перед Наруто дуже худим і виснаженим, всі його кістки було видно. Спина та руки підключені до передавачів чакри. Після розмови з ним і Конан з'ясовується, що Наґато лише шукав миру, перейнявши ідеї Джирайї, але після смерті Яхіко його віра у взаєморозуміння людей ослабла і він скористався ідеєю Джирайї про необхідність показати людям біль, перш ніж вони почнуть розуміти один одного. Яхіко вже у вигляді одного з тіл Пейна допомагав йому в цьому. Наґато став нести біль у цей світ, сподіваючись, що колись цей біль зупинить бажання розпочинати війни. Але тим самим він створював «ланцюги ненависті», які свого часу обіцяв Джирайї розірвати. Наґато визнає, що у нього не вистачило сил повірити в себе самого і повірити в Джирайю, але він може повірити в Наруто, і що саме Наруто має продовжити пошуки миру після нього. Наґато, виснажений довгою битвою, ціною свого життя використовує найскладнішу техніку і воскресає всіх загиблих під час нападу на Коноху.
Пізніше разом з іншими загиблими членами Акацукі, тіло Наґато воскресив Кабуто з метою використання у війні проти альянсу шинобі. На війні його здолав Ітачі та запечатав його душу.

## Здібності та техніки
Пейн має Ріннеґан —  одне із Трьох Великих Доуджицу. Завдяки Ріннегану будь-хто здатний вивчати будь-які техніки, викликати й контролювати демонів, повертати мертвих до життя, телепортуватися, маніпулювати об'єктами у просторі, бачити скрізь перешкоди тощо. Сила цих очей належала мудрецю Шести Шляхів, Богу та засновнику світу шинобі.
Пейн використовує силу всіх стихій, а також здатний  викликати могутніх Хвостатих Звірів — це показує його високий рівень джицу призову. Під час поєдинку із Джирайєю Пейн зробив те, чого нікому не вдавалося, а саме викликати п'ятьох тварин одночасно. Пейн володіє силою запечатування Хвостатих демонів у статую Гедо Мазу. Він має здатність створювати особливі види клонів — непереможних і невразливих. Пейн може викликати та зупиняти дощ, завдяки чому відчуває силу і рівень підготовки ніндзя, який потрапив під цей дощ.

## Відгуки критиків
Наґато був популярним персонажем із серії Наруто. В рейтингу IGN він зайняв четверте місце з найкращих персонажів картини. Сайт назвав його «одним із найбільш філософськи та психологічно складних персонажів» через глибину, яку він приніс у серіал, та те, який вплив він зробив на історію не лише за свої злочини, а й за те, як він намагався виправдати себе в останні моменти життя. IGN заявив, що битва Наґато і Джирайї була другим найкращим боєм франшизи, додавши, що це може бути один з найкращих анімаційних боїв в історії аніме.
З іншого боку, Anime News Network розкритикувала історію Наґато і Джирайї, заявивши, що на той момент конфлікт Учіхи Саске з Акацукі був набагато цікавішим. Минуле Наґато було заявлено Anime News Network, як надто трагічне, зважаючи на смерть його батьків серед інших негативних сцен, які змусили рецензента відчути, що це занадто темно для серіалу, спрямованого на молоду аудиторію. Останні дії Наґато, включаючи самогубство, щоб воскресити жителів Конохи, яких він убив, отримали змішані відгуки від Anime News Network, тому що це знизило напруженість і драму, яку він вибудував, знащивши Коноху і вбивши деяких персонажів.